# Tatsächliche Anhaltspunkte
Tatsächliche Anhaltspunkte ist ein Begriff des deutschen Verfassungsschutzrechts. Er ist zentral bei der Frage, ob Bestrebungen (z. B. gegen die freiheitliche demokratische Grundordnung) oder Tätigkeiten (z. B. geheimdienstliche) im Sinne des § 3 Bundesverfassungsschutzgesetz (BVerfSchG) vorliegen, die das Bundesamt für Verfassungsschutz zur Sammlung und Speicherung von Informationen ermächtigen und verpflichten. Hierzu findet sich die Voraussetzung der tatsächlichen Anhaltspunkte in § 4 Abs. 1 Satz 5 BVerfSchG.

## Definition
Eine Legaldefinition des Begriffs existiert nicht. Als unbestimmter Rechtsbegriff unterliegt er in vollem Umfang der gerichtlichen Kontrolle. Nach höchstrichterlicher Rechtsprechung und Kommentar-Literatur verlangt das Tatbestandsmerkmal „tatsächliche Anhaltspunkte“ im Verfassungsschutzrecht mehr als bloße Vermutungen, Spekulationen, Mutmaßungen oder Hypothesen, die sich nicht auf beobachtbare Fakten stützen können. Andererseits ist eine Gewissheit nicht erforderlich. Es müssen vielmehr konkrete und in gewissem Umfang verdichtete Umstände als Tatsachenbasis für den Verdacht vorliegen, die bei vernünftiger Betrachtung und unter Berücksichtigung nachrichtendienstlicher Erfahrungen auf das Vorliegen tatsächlicher Anhaltspunkte hindeuten. Zur Annahme eines Verdachts kann ferner die Gesamtschau aller vorhandenen tatsächlichen Anhaltspunkte führen, auch wenn jeder für sich genommen einen solchen Verdacht noch nicht zu begründen vermag.
Der Bundesgesetzgeber hat die Voraussetzung der tatsächlichen Anhaltspunkte im BVerfSchG bereits auf Ebene der Aufgabenzuweisung verankert, wohingegen solche Einschränkungen gesetzessystematisch regelmäßig erst im Bereich der Befugnisse zu finden sind. Im Gesetzesentwurf der Bundesregierung zum BVerfSchG war die Formulierung nicht enthalten (BT-Drs. 11/4306). Daher kann keine amtliche Begründung als Auslegungshilfe herangezogen werden. Nach der Rechtsprechung zum BVerfSchG aus dem Jahr 1990 ist der Begriff sehr weit auszulegen. Einige Landesverfassungsschutzgesetze erhalten die Formulierung „tatsächliche Anhaltspunkte für den Verdacht“, wobei sich daraus keine inhaltliche Abweichung vom BVerfSchG ergibt.
Zweck der Anknüpfung an tatsächliche Anhaltspunkte ist, dass kein Tätigwerden der Verfassungsschutzbehörden bei bloßen Mutmaßungen, Hypothesen, Prognosen und Annahmen erfolgt. Vielmehr bedarf es „objektiver Anhaltspunkte, die eine hinreichende Wahrscheinlichkeit verfassungsfeindlicher Umtriebe u. Ä. im Einzelfall in sich schließen“. Tatsächliche Anhaltspunkte liegen bereits dann vor, wenn ein die Schutzgüter objektiv beeinträchtigendes Verhalten festgestellt werden kann. Die Bearbeitung durch den Verfassungsschutz soll dann feststellen, ob für eine Bestrebung der subjektive Tatbestand vorliegt. Unerheblich ist, ob die fraglichen Verhaltensweisen rechtmäßig oder illegal sind.

## Prüf- und Verdachtsfall
Das Vorliegen tatsächlicher Anhaltspunkte begründet die Erforderlichkeit zur weiteren Prüfung des Sachverhalts, nicht schon eine Feststellung, dass eine Bestrebung extremistisch sei. Die anschließende Prüfungsphase wird Prüffallbearbeitung genannt, die Bestrebung gilt als Prüffall. Der Verfassungsschutz ist gehalten, sich zunächst ausschließlich durch offen und jedermann zugängliche Quellen ein Bild von einer Bestrebung zu machen. Hat der Verdacht sich in einer gewissen Weise erhärtet, ohne schon eine abschließende Kategorisierung einer Bestrebung als extremistisch treffen zu können, führt der Verfassungsschutz die Verdachtsfallbearbeitung durch; die Bestrebung gilt als Verdachtsfall. In der Verdachtsfallbearbeitung ist der Einsatz nachrichtendienstlicher Mittel sowie die Speicherung personenbezogener Daten erlaubt. Der Einsatz nachrichtendienstlicher Mittel ist im Wesentlichen eine Frage der Verhältnismäßigkeit.

## Beobachtungsobjekt
Das Wort Beobachtungsobjekt wird von den Verfassungsschutzämtern mit uneinheitlicher Bedeutung benutzt.
Im Bundesverfassungsschutzgesetz wird das Wort nicht erwähnt und im Glossar des Bundesverfassungsschutzes gibt es keinen Eintrag zu dem Wort.
Laut dem Niedersächsischem Verfassungsschutzgesetz ist ein Beobachtungsobjekt ein „Personenzusammenschluss oder eine Einzelperson“, der oder die zur Erfüllung seiner Aufgaben „planmäßig beobachtet und aufgeklärt wird“. Die Einstufung zum Beobachtungsobjekt ist an Tatsachen und nachrichtentätige Erfahrung gebunden. In einer Verdachtsphase wird durch planmäßige Beobachtung und Aufklärung geprüft, ob die Voraussetzungen für die Einstufung als Beobachtungsobjekt gegeben sind. Hier wird von Verdachtsobjekten gesprochen.
Im Glossar des Baden-Württembergischen Verfassungsschutzes ist hingegen zu lesen:
„Beobachtungsobjekt“ ist im nachrichtendienstlichen Sprachgebrauch eine Organisation, Gruppierung oder Einrichtung, bei der tatsächliche Anhaltspunkte für Bestrebungen oder Tätigkeiten gegen die freiheitliche demokratische Grundordnung festgestellt werden.
Hiernach ist bereits ein Prüffall ein Beobachtungsobjekt.
Ein vom Bundesamt für Verfassungsschutz eingerichtetes Beobachtungsobjekt wird auch als Bundesbeobachtungsobjekt bezeichnet. Mehrere Personenzusammenschlüsse können als ein Sammelbeobachtungsobjekt zusammengefasst werden; dazu gehören die „Reichsbürger und Selbstverwalter“ sowie die „Demokratiefeindliche und/oder sicherheitsgefährdende Delegitimierung des Staates“ (vor allem Querdenker-Bewegung).
Während einer Beobachtung können sich genügend tatsächliche Anhaltspunkte ergeben, die ein Verbot rechtfertigen.

## Verbot
Vereinigungen, deren Zwecke oder deren Tätigkeit den Strafgesetzen zuwiderlaufen oder die sich gegen die verfassungsmäßige Ordnung oder gegen den Gedanken der Völkerverständigung richten, sind verboten (Art. 9 Abs. 2 GG; § 3 Abs. 1 Satz 1 VereinsG). Bei Vereinen und Teilvereinen, deren Organisation oder Tätigkeit sich über das Gebiet eines Landes hinaus erstreckt, ist für die Feststellung des Verbotes das Bundesministerium des Innern und für Heimat zuständig (§ 3 Abs. 2 Nr. 2 VereinsG).
Parteien, die nach ihren Zielen oder nach dem Verhalten ihrer Anhänger darauf ausgehen, die freiheitliche demokratische Grundordnung zu beeinträchtigen oder zu beseitigen oder den Bestand der Bundesrepublik Deutschland zu gefährden, sind verfassungswidrig (Art. 21 Abs. 2 GG). Die Verfassungswidrigkeit stellt das Bundesverfassungsgericht fest (Art. 21 Abs. 4 GG; § 13 Nr. 2 BVerfGG). Mit der Feststellung sind die Auflösung der Partei und das Verbot, eine Ersatzorganisation zu schaffen, zu verbinden (§ 46 Abs. 2 BVerfGG).

## Verwandte Begriffe
Ähnliche Begriffe im deutschen Strafrecht sind der Tatverdacht und der Anfangsverdacht.